# Masken-Nasendoktorfisch
Der Masken-Nasendoktorfisch  (Naso vlamingii), auch Vlamingi-Nasendoktorfisch genannt, ist eine Art aus der Familie der Doktorfische.
Der Masken-Nasendoktorfisch kommt von den Küsten Südafrikas bis nach Süd-Japan, dem Great Barrier Reef und Mikronesien vor.
Die ausgewachsenen Fische sind meist bis zu 50 m Tiefe an den steilen Hängen von Korallenriffen zu finden. 
Der Masken-Nasendoktorfisch hat einen seitlich abgeflachten, längsovale und bräunlich gefärbten Körper. Alle Individuen weisen zwei Paar scharfe Dornen oder Skalpelle auf der Schwanzwurzel auf. Masken-Nasendoktorfisch können eine Körperlänge von bis zu 70 Zentimeter erreichen. Auffallend ist der namensgebende Farbstreifen an den Augen, der leuchtend blau aber auch dunkelbraun sein kann. Die oberen und unteren Strahlen der Schwanzflosse sind ausgezogen und blau gefärbt. Männliche Tiere können die zahlreichen dunkelbraunen Streifen und Punkte auf ihren Flanken bei der Balz strahlend blau aufleuchten lassen. Auch an Putzstationen zeigen sie dieses Verhalten. Damit werden die auf seiner Haut festsitzenden Parasiten für Putzerfische sichtbar, die sich dann an die Beseitigung der Parasiten machen.
Der Masken-Nasendoktorfisch ist ein tagaktiver Fisch. Die Jungfische leben in Schwärmen. Ausgewachsene Fische leben überwiegend paarweise oder in kleinen Trupps.